# فلیسیتی هافمن
فلیسیتی کندال هافمن (انگلیسی: Felicity Kendall Huffman؛ زاده ۹ دسامبر ۱۹۶۲) هنرپیشه اهل ایالات متحده آمریکا است.

## فیلم‌شناسی

### سینمایی
- برگشتن بخت (۱۹۹۰)
- زندانی اسپانیایی (۱۹۹۷)
- کریسمس در کنار خانواده کرنک (۲۰۰۴)
- بزرگ کردن هلن (۲۰۰۴)
- قانون جورجیا (۲۰۰۷)
- فیبی در سرزمین عجایب (۲۰۰۸)
- بازی بزرگ (۲۰۱۴)
- بدون سکان (۲۰۱۴)
- کیک (۲۰۱۴)
- سرقت ماشین‌ها (۲۰۱۵)
- کریستال

### تلویزیونی
- کدبانوهای وامانده (۲۰۰۴–۲۰۱۲)